# Play-Offs de la Copa Billie Jean King 2020-21
Los Play-Offs de la Copa Billie Jean King 2020-21 originalmente estaban programados para celebrarse del 17 al 18 de abril de 2020, pero se pospusieron para el año siguiente debido a la pandemia de COVID-19. Los ocho ganadores de esta ronda se clasificarán para la Ronda de clasificación de la Copa Billie Jean King 2022 mientras que los ocho perdedores competirán en su respectivo evento regional del Grupo I en 2022.

## Equipos
Dieciséis equipos jugarán por ocho lugares en la Ronda de Clasificación de 2022, en series decididas de local y de visitante.
Estos dieciséis equipos son:
- 8 equipos perdedores de la ronda de clasificación.
- 8 equipos ganadores de su zona del Grupo I.

Ocho ganadores avanzarán a la Ronda de clasificación de 2022 y ocho perdedores competirán en su respectivo evento regional del Grupo I en 2022.
| Cabezas de serie - Brasil - Canadá - Gran Bretaña - Japón - Kazajistán - Letonia - Países Bajos - Rumanía | Equipos restantes - Argentina - China - India - Italia - México - Polonia - Serbia - Ucrania |

## Resultados
| Local        | Resultado | Visitante  | Ubicación        | Lugar                          | Superficie  |
| ------------ | --------- | ---------- | ---------------- | ------------------------------ | ----------- |
| Polonia      | 3–2       | Brasil     | Bytom            | Hala na Skarpie                | Dura (i)    |
| Gran Bretaña | 3–1       | México     | London           | National Tennis Centre         | Dura (i)    |
| Serbia       | 0–4       | Canadá     | Kraljevo         | Kraljevo Sports Hall           | Dura (i)    |
| Letonia      | 3–1       | India      | Jūrmala          | National Tennis Centre Lielupe | Dura (i)    |
| Ucrania      | 4–0       | Japón      | Chornomorsk      | Elite Tennis Club              | Arcilla     |
| Rumanía      | 1–3       | Italia     | Cluj-Napoca      | BTarena                        | Dura (i)    |
| Argentina    | 2–3       | Kazajistán | Córdoba          | Córdoba Lawn Tennis Club       | Arcilla     |
| Países Bajos | 3–2       | China      | 's-Hertogenbosch | Maaspoort                      | Arcilla (i) |

## Partidos

### Polonia vs. Brasil
| | Bandera de Polonia                      | Polonia | 3 | 2  | Brasil | Bandera de Brasil |
| --- | --------------------------------------- | ------- | - | -- | ------ | ----------------- |
| Hala na Skarpie, Bytom, Polonia 16 y 17 de abril de 2021 Dura (bajo techo) |                                         |         |   |    |        |                   |
| \| 1 \| Magdalena Fręch \| 6 \| 6 \| \| \| 1 \| Carolina Meligeni Alves \| 4 \| 3 \| \| \| 2 \| Urszula Radwańska \| 69 \| 6 \| 2 \| \| 2 \| Laura Pigossi \| 711 \| 3 \| 6 \| \| 3 \| Magdalena Fręch \| 4 \| 6 \| 7 \| \| 3 \| Laura Pigossi \| 6 \| 3 \| 64 \| \| 4 \| Katarzyna Kawa \| 3 \| 5 \| \| \| 4 \| Carolina Meligeni Alves \| 6 \| 7 \| \| \| 5 \| Magdalena Fręch / Katarzyna Kawa \| 1 \| 6 \| 6 \| \| 5 \| Carolina Meligeni Alves / Luisa Stefani \| 6 \| 2 \| 4 \| |                                         |         |   |    |        |                   |
| 1 | Magdalena Fręch                         | 6       | 6 |    |        |                   |
| 1 | Carolina Meligeni Alves                 | 4       | 3 |    |        |                   |
| 2 | Urszula Radwańska                       | 69      | 6 | 2  |        |                   |
| 2 | Laura Pigossi                           | 711     | 3 | 6  |        |                   |
| 3 | Magdalena Fręch                         | 4       | 6 | 7  |        |                   |
| 3 | Laura Pigossi                           | 6       | 3 | 64 |        |                   |
| 4 | Katarzyna Kawa                          | 3       | 5 |    |        |                   |
| 4 | Carolina Meligeni Alves                 | 6       | 7 |    |        |                   |
| 5 | Magdalena Fręch / Katarzyna Kawa        | 1       | 6 | 6  |        |                   |
| 5 | Carolina Meligeni Alves / Luisa Stefani | 6       | 2 | 4  |        |                   |

### Gran Bretaña vs. México
| | Bandera del Reino Unido             | Gran Bretaña | 3  | 1 | México | Bandera de México |
| --- | ----------------------------------- | ------------ | -- | - | ------ | ----------------- |
| National Tennis Centre, Londres, Gran Bretaña 16 y 17 de abril de 2021 Dura (bajo techo) |                                     |              |    |   |        |                   |
| \| 1 \| Katie Boulter \| 7 \| 6 \| \| \| 1 \| Marcela Zacarías \| 5 \| 0 \| \| \| 2 \| Heather Watson \| 7 \| 6 \| \| \| 2 \| Giuliana Olmos \| 5 \| 1 \| \| \| 3 \| Heather Watson \| 3 \| 61 \| \| \| 3 \| Marcela Zacarías \| 6 \| 7 \| \| \| 4 \| Katie Boulter \| 6 \| 6 \| \| \| 4 \| Giuliana Olmos \| 4 \| 1 \| \| \| 5 \| Harriet Dart / Heather Watson \| No \| \| \| \| 5 \| Fernanda Contreras / Giuliana Olmos \| jugado \| \| \| |                                     |              |    |   |        |                   |
| 1 | Katie Boulter                       | 7            | 6  |   |        |                   |
| 1 | Marcela Zacarías                    | 5            | 0  |   |        |                   |
| 2 | Heather Watson                      | 7            | 6  |   |        |                   |
| 2 | Giuliana Olmos                      | 5            | 1  |   |        |                   |
| 3 | Heather Watson                      | 3            | 61 |   |        |                   |
| 3 | Marcela Zacarías                    | 6            | 7  |   |        |                   |
| 4 | Katie Boulter                       | 6            | 6  |   |        |                   |
| 4 | Giuliana Olmos                      | 4            | 1  |   |        |                   |
| 5 | Harriet Dart / Heather Watson       | No           |    |   |        |                   |
| 5 | Fernanda Contreras / Giuliana Olmos | jugado       |    |   |        |                   |

### Serbia vs. Canadá
| | Bandera de Serbia                 | Serbia | 0  | 4    | Canadá | Bandera de Canadá |
| --- | --------------------------------- | ------ | -- | ---- | ------ | ----------------- |
| Kraljevo Sport Hall, Kraljevo, Serbia 16 y 17 de abril de 2021 Dura (bajo techo) |                                   |        |    |      |        |                   |
| \| 1 \| Olga Danilović \| 5 \| 6 \| 4 \| \| 1 \| Leylah Annie Fernandez \| 7 \| 4 \| 6 \| \| 2 \| Nina Stojanović \| 4 \| 6 \| \| \| 2 \| Rebecca Marino \| 6 \| 78 \| \| \| 3 \| Nina Stojanović \| 6 \| 3 \| 4 \| \| 3 \| Leylah Annie Fernandez \| 3 \| 6 \| 6 \| \| 4 \| Olga Danilović \| No \| \| \| \| 4 \| Rebecca Marino \| jugado \| \| \| \| 5 \| Ivana Jorović / Aleksandra Krunić \| 6 \| 4 \| [0] \| \| 5 \| Rebecca Marino / Carol Zhao \| 4 \| 6 \| [10] \| |                                   |        |    |      |        |                   |
| 1 | Olga Danilović                    | 5      | 6  | 4    |        |                   |
| 1 | Leylah Annie Fernandez            | 7      | 4  | 6    |        |                   |
| 2 | Nina Stojanović                   | 4      | 6  |      |        |                   |
| 2 | Rebecca Marino                    | 6      | 78 |      |        |                   |
| 3 | Nina Stojanović                   | 6      | 3  | 4    |        |                   |
| 3 | Leylah Annie Fernandez            | 3      | 6  | 6    |        |                   |
| 4 | Olga Danilović                    | No     |    |      |        |                   |
| 4 | Rebecca Marino                    | jugado |    |      |        |                   |
| 5 | Ivana Jorović / Aleksandra Krunić | 6      | 4  | [0]  |        |                   |
| 5 | Rebecca Marino / Carol Zhao       | 4      | 6  | [10] |        |                   |

### Letonia vs. India
| | Bandera de Letonia                | Letonia | 3  | 1    | India | Bandera de la India |
| --- | --------------------------------- | ------- | -- | ---- | ----- | ------------------- |
| National Tennis Centre Lielupe, Jūrmala, Letonia 16 y 17 de abril de 2021 Dura (bajo techo) |                                   |         |    |      |       |                     |
| \| 1 \| Jeļena Ostapenko \| 6 \| 5 \| 7 \| \| 1 \| Ankita Raina \| 2 \| 7 \| 5 \| \| 2 \| Anastasija Sevastova \| 6 \| 6 \| \| \| 2 \| Karman Thandi \| 4 \| 0 \| \| \| 3 \| Anastasija Sevastova \| 6 \| 7 \| \| \| 3 \| Ankita Raina \| 0 \| 64 \| \| \| 4 \| Jeļena Ostapenko \| No \| \| \| \| 4 \| Karman Thandi \| jugado \| \| \| \| 5 \| Patrīcija Špaka / Daniela Vismane \| 2 \| 7 \| [2] \| \| 5 \| Rutuja Bhosale / Zeel Desai \| 6 \| 5 \| [10] \| |                                   |         |    |      |       |                     |
| 1 | Jeļena Ostapenko                  | 6       | 5  | 7    |       |                     |
| 1 | Ankita Raina                      | 2       | 7  | 5    |       |                     |
| 2 | Anastasija Sevastova              | 6       | 6  |      |       |                     |
| 2 | Karman Thandi                     | 4       | 0  |      |       |                     |
| 3 | Anastasija Sevastova              | 6       | 7  |      |       |                     |
| 3 | Ankita Raina                      | 0       | 64 |      |       |                     |
| 4 | Jeļena Ostapenko                  | No      |    |      |       |                     |
| 4 | Karman Thandi                     | jugado  |    |      |       |                     |
| 5 | Patrīcija Špaka / Daniela Vismane | 2       | 7  | [2]  |       |                     |
| 5 | Rutuja Bhosale / Zeel Desai       | 6       | 5  | [10] |       |                     |

### Ucrania vs. Japón
| | Bandera de Ucrania                  | Ucrania | 4  | 0  | Japón | Bandera de Japón |
| --- | ----------------------------------- | ------- | -- | -- | ----- | ---------------- |
| Elite Tennis Club, Chornomorsk, Ucrania 16 y 17 de abril de 2021 Arcilla |                                     |         |    |    |       |                  |
| \| 1 \| Elina Svitolina \| 6 \| 6 \| \| \| 1 \| Chihiro Muramatsu \| 3 \| 2 \| \| \| 2 \| Marta Kostyuk \| 6 \| 6 \| \| \| 2 \| Yuki Naito \| 3 \| 3 \| \| \| 3 \| Elina Svitolina \| 6 \| 4 \| 7 \| \| 3 \| Yuki Naito \| 2 \| 6 \| 63 \| \| 4 \| Marta Kostyuk \| No \| \| \| \| 4 \| Chihiro Muramatsu \| jugado \| \| \| \| 5 \| Lyudmyla Kichenok / Nadiia Kichenok \| 6 \| 7 \| \| \| 5 \| Shiho Akita / Himari Sato \| 2 \| 62 \| \| |                                     |         |    |    |       |                  |
| 1 | Elina Svitolina                     | 6       | 6  |    |       |                  |
| 1 | Chihiro Muramatsu                   | 3       | 2  |    |       |                  |
| 2 | Marta Kostyuk                       | 6       | 6  |    |       |                  |
| 2 | Yuki Naito                          | 3       | 3  |    |       |                  |
| 3 | Elina Svitolina                     | 6       | 4  | 7  |       |                  |
| 3 | Yuki Naito                          | 2       | 6  | 63 |       |                  |
| 4 | Marta Kostyuk                       | No      |    |    |       |                  |
| 4 | Chihiro Muramatsu                   | jugado  |    |    |       |                  |
| 5 | Lyudmyla Kichenok / Nadiia Kichenok | 6       | 7  |    |       |                  |
| 5 | Shiho Akita / Himari Sato           | 2       | 62 |    |       |                  |

### Rumanía vs. Italia
| | Bandera de Rumania                       | Rumanía | 1  | 3  | Italia | Bandera de Italia |
| --- | ---------------------------------------- | ------- | -- | -- | ------ | ----------------- |
| BTarena, Cluj-Napoca, Rumanía 16 y 17 de abril de 2021 Dura (bajo techo) |                                          |         |    |    |        |                   |
| \| 1 \| Irina Bara \| 1 \| 4 \| \| \| 1 \| Elisabetta Cocciaretto \| 6 \| 6 \| \| \| 2 \| Mihaela Buzărnescu \| 2 \| 6 \| 65 \| \| 2 \| Martina Trevisan \| 6 \| 2 \| 7 \| \| 3 \| Elena-Gabriela Ruse \| 1 \| 6 \| 6 \| \| 3 \| Jasmine Paolini \| 6 \| 3 \| 4 \| \| 4 \| Mihaela Buzărnescu \| 5 \| 65 \| \| \| 4 \| Elisabetta Cocciaretto \| 7 \| 7 \| \| \| 5 \| Monica Niculescu / Elena-Gabriela Ruse \| No \| \| \| \| 5 \| Giulia Gatto-Monticone / Jasmine Paolini \| jugado \| \| \| |                                          |         |    |    |        |                   |
| 1 | Irina Bara                               | 1       | 4  |    |        |                   |
| 1 | Elisabetta Cocciaretto                   | 6       | 6  |    |        |                   |
| 2 | Mihaela Buzărnescu                       | 2       | 6  | 65 |        |                   |
| 2 | Martina Trevisan                         | 6       | 2  | 7  |        |                   |
| 3 | Elena-Gabriela Ruse                      | 1       | 6  | 6  |        |                   |
| 3 | Jasmine Paolini                          | 6       | 3  | 4  |        |                   |
| 4 | Mihaela Buzărnescu                       | 5       | 65 |    |        |                   |
| 4 | Elisabetta Cocciaretto                   | 7       | 7  |    |        |                   |
| 5 | Monica Niculescu / Elena-Gabriela Ruse   | No      |    |    |        |                   |
| 5 | Giulia Gatto-Monticone / Jasmine Paolini | jugado  |    |    |        |                   |

### Argentina vs. Kazajistán
| | Bandera de Argentina                  | Argentina | 2  | 3    | Kazajistán | Bandera de Kazajistán |
| --- | ------------------------------------- | --------- | -- | ---- | ---------- | --------------------- |
| Córdoba Lawn Tennis Club, Córdoba, Argentina 16 y 17 de abril de 2021 Arcilla |                                       |           |    |      |            |                       |
| \| 1 \| Nadia Podoroska \| 6 \| 4 \| 0 \| \| 1 \| Yulia Putintseva \| 2 \| 6 \| 6 \| \| 2 \| María Lourdes Carlé \| 6 \| 3 \| 6 \| \| 2 \| Elena Rybakina \| 4 \| 6 \| 0 \| \| 3 \| Nadia Podoroska \| 4 \| 4 \| \| \| 3 \| Elena Rybakina \| 6 \| 6 \| \| \| 4 \| María Lourdes Carlé \| 63 \| 7 \| \| \| 4 \| Yulia Putintseva \| 7 \| 63 \| ret. \| \| 5 \| María Lourdes Carlé / Nadia Podoroska \| 0 \| 5 \| \| \| 5 \| Anna Danilina / Yaroslava Shvedova \| 6 \| 7 \| \| |                                       |           |    |      |            |                       |
| 1 | Nadia Podoroska                       | 6         | 4  | 0    |            |                       |
| 1 | Yulia Putintseva                      | 2         | 6  | 6    |            |                       |
| 2 | María Lourdes Carlé                   | 6         | 3  | 6    |            |                       |
| 2 | Elena Rybakina                        | 4         | 6  | 0    |            |                       |
| 3 | Nadia Podoroska                       | 4         | 4  |      |            |                       |
| 3 | Elena Rybakina                        | 6         | 6  |      |            |                       |
| 4 | María Lourdes Carlé                   | 63        | 7  |      |            |                       |
| 4 | Yulia Putintseva                      | 7         | 63 | ret. |            |                       |
| 5 | María Lourdes Carlé / Nadia Podoroska | 0         | 5  |      |            |                       |
| 5 | Anna Danilina / Yaroslava Shvedova    | 6         | 7  |      |            |                       |

### Países Bajos vs. China
| | Bandera de los Países Bajos | Países Bajos | 3 | 2    | China | Bandera de la República Popular China |
| --- | --------------------------- | ------------ | - | ---- | ----- | ------------------------------------- |
| Maaspoort, 's-Hertogenbosch, Países Bajos 16 y 17 de abril de 2021 Arcilla (bajo techo) |                             |              |   |      |       |                                       |
| \| 1 \| Kiki Bertens \| 6 \| 6 \| \| \| 1 \| Wang Xinyu \| 2 \| 0 \| \| \| 2 \| Arantxa Rus \| 1 \| 6 \| 2 \| \| 2 \| Wang Xiyu \| 6 \| 3 \| 6 \| \| 3 \| Lesley Kerkhove \| 3 \| 7 \| 4 \| \| 3 \| Wang Xiyu \| 6 \| 5 \| 6 \| \| 4 \| Arantxa Rus \| 6 \| 4 \| \| \| 4 \| Wang Xinyu \| 4 \| 3 \| ret. \| \| 5 \| Arantxa Rus / Demi Schuurs \| 6 \| 6 \| \| \| 5 \| Xu Yifan / Zhang Shuai \| 1 \| 4 \| \| |                             |              |   |      |       |                                       |
| 1 | Kiki Bertens                | 6            | 6 |      |       |                                       |
| 1 | Wang Xinyu                  | 2            | 0 |      |       |                                       |
| 2 | Arantxa Rus                 | 1            | 6 | 2    |       |                                       |
| 2 | Wang Xiyu                   | 6            | 3 | 6    |       |                                       |
| 3 | Lesley Kerkhove             | 3            | 7 | 4    |       |                                       |
| 3 | Wang Xiyu                   | 6            | 5 | 6    |       |                                       |
| 4 | Arantxa Rus                 | 6            | 4 |      |       |                                       |
| 4 | Wang Xinyu                  | 4            | 3 | ret. |       |                                       |
| 5 | Arantxa Rus / Demi Schuurs  | 6            | 6 |      |       |                                       |
| 5 | Xu Yifan / Zhang Shuai      | 1            | 4 |      |       |                                       |